# Unser Admiral ist eine Lady
Unser Admiral ist eine Lady ist eine US-amerikanische Filmkomödie aus dem Jahr 1950 mit Edmond O’Brien und Wanda Hendrix in den Hauptrollen. Der Film wurde von Roxbury Productions produziert.

## Handlung
Jimmy Stevens, Mike O’Halloran, Eddie Hoff und Ollie Bonelli waren im Zweiten Weltkrieg bei der US Air Force. Zusammen flogen sie Bombereinsätze. Seit Kriegsende sind sie arbeitslos und empfangen wöchentliche Arbeitslosenhilfe. Auf dem Arbeitsamt lernen sie Jean Madison kennen, ein ehemaliges Mitglied der WAVES, einem Frauen-Notdienst der US Navy. Jean wird von den Männern liebevoll Admiral genannt. Jeans Verlobter Henry hat sich von ihr getrennt. Um die junge Frau aufzuheitern, verbringen sie den Tag mit ihr, nicht ahnend, dass ihr ein Privatdetektiv folgt. Jean ist beeindruckt von den vier Männern, die aller Arbeit aus dem Weg gehen und mit wenig Geld auskommen.
Die vier Ex-Soldaten erhalten einen Anruf, in dem sie um ein Treffen mit dem Jukebox-Hersteller Peter Pedigrew gebeten werden. Sie sollen dafür sorgen, dass Jean die Stadt nicht verlässt. Pedigrew, der Auftraggeber des Detektivs, will dafür sorgen, dass sie doch noch Henry heiratet, der an diesem Tag aus Paris zurückkehren soll. Pedigrew setzt die vier mit der Drohung unter Druck, sie bei Misserfolg einzustellen. Jimmy kann gerade noch verhindern, dass Jean in einen Bus steigt, der sie in ihre Heimatstadt bringen soll. Stattdessen bringen die Männer sie zu einer alten Flugzeugfabrik, in der sie leben.
Am nächsten Tag informiert Pedigrew die Männer, dass Henry Shirley, Pedigrews zweimalige Ex-Frau, heiraten will. Pedigrew hatte vor, Shirley ein drittes Mal zu heiraten, um seine Verluste durch die Scheidungen auszugleichen. In einem Kino sieht Jean Henry mit Shirley und wirft eine Flasche nach ihm. Als Jimmy, Mike, Eddie und Ollie am nächsten Morgen Henry im Krankenhaus aufsuchen wollen, finden sie Pedigrew vor. Shirley hat ihren Geliebten, der Jean insgeheim immer noch liebt, aus dem Krankenhaus geschmuggelt. Erneut können die vier verhindern, dass Jean per Bus in ihre Heimat zurückkehrt. Abends küssen sich Jean und Jimmy zum ersten Mal.
Am nächsten Morgen verkündet Eddie, dass er eine Stelle als Dekorateur in Kansas City antreten wolle. Für die Busfahrt dorthin fehlen ihm 100 Dollar. Jimmy verweigert wütend seine Hilfe. Eddie erzählt Jean, dass er seine reiche Freundin Lois immer beeindrucken wollte. Aus Angst zurückgewiesen zu werden, täuschte er seinen Tod bei einem Absturz des Bombers während eines Einsatzes vor. Jean möchte, dass Eddie den Job annimmt. Sie arrangiert einen Kampf für den ehemaligen Boxer Mike. Mit dem Gewinn will sie Eddies Busticket finanzieren. Jimmy warnt vor der Gefahr für Mike, der wegen seiner beim Absturz erlittenen Verletzungen eine Metallplatte in seinem Schädel hat. Der zwielichtige Boxmanager Marty Gruber will den Kampf jedoch nicht absagen. Jimmy geht für Mike in den Ring und wird k. o. geschlagen.
Jean klärt Jimmy auf, dass sie das Geld für Eddie eingeplant hatte. Jimmy erklärt ihr, dass Eddie einsehen werde, dass Zufriedenheit nicht mit Geld erkauft werden kann. Eddie hört das Gespräch zufällig mit und macht sich auf den Weg zu Lois. Mike erzählt Jean, dass sich Jimmy die Schuld an dem damaligen Absturz gebe. Pedigrew taucht auf und bringt alle zu seinem Landhaus, in dem Shirley und Henry untergekommen sind. Pedigrew verspricht, Ollie und Mike zu unterstützen. Zudem kommt er wieder mit Shirley zusammen. Jimmy und Jean sind nun alleine im Haus. Henry kommt und klingelt, doch sie lassen ihn nicht herein und küssen sich.

## Produktion
Gedreht wurde vom 2. bis zum 21. Dezember 1949 in den General-Service-Studios in Hollywood.

## Stab und Besetzung
Van Nest Polglase war der Art Director, Robert Priestley der Szenenbildner. Leslie I. Carey und Robert Pritchard waren für den Ton verantwortlich.
In einer kleinen nicht im Abspann erwähnten Nebenrolle trat Lurene Tuttle auf. Ebenfalls nicht genannt war Phil Herron in der Rolle des Henry.

## Synchronisation
Die deutsche Synchronfassung wurde 1986 vom Synchronstudio des Fernsehens der DDR erstellt. Das Dialogbuch schrieb Eva-Maria John, Dialogregie führte Wolfgang-Claus Asch.
| Rolle                | Schauspieler   | Deutscher Synchronsprecher |
| -------------------- | -------------- | -------------------------- |
| Jimmy Stevens        | Edmond O’Brien | Dieter Bellmann            |
| Jean Madison         | Wanda Hendrix  | Roswitha Hirsch            |
| Peter Pedigrew       | Rudy Vallée    | Arno Wyzniewski            |
| Eddie Hoff           | Johnny Sands   | Dieter Memel               |
| Mike O’Halloran      | Steve Brodie   | Peter Reinhardt            |
| Ollie Bonelli        | Richard Erdman | Michael Narloch            |
| Shiley Pedigrew      | Hillary Brooke | Irmgard Düren              |
| Privatdetektiv Jones | Garry Owen     | Hasso Zorn                 |
| Mr. Bimble           | Ralph Dunn     | Joachim Konrad             |

## Veröffentlichung
Die Premiere des Films fand am 4. August 1950 statt. In der Bundesrepublik Deutschland wurde er am 24. Oktober 1986 im deutschen Fernsehen ausgestrahlt.

## Kritiken
Das Lexikon des internationalen Films schrieb: „Leidlich unterhaltsame Komödie um Liebes- und Arbeitsprobleme in den USA zur Nachkriegszeit.“
Die Filmzeitschrift Cinema urteilte: „Trotz Starmime Edmond O’Brien bleibt der Humor platt. Fazit: Läuft jede Woche, wird nicht besser.“
Sue Heal vom Portal RadioTimes fand den Film manchmal drollig, doch meistens langweilig. Die ordentliche Besetzung kämpfe vergeblich mit dem extrem schwachen Material.